# Lafleška
Lafleška (francouzsky La Flèche) je slepice, která se chová především jako okrasné plemeno. Ve Francii se chová také na maso. Je celá černá s červeným hřebenem, který je ve tvaru V (jako čertí růžky).

## Původ plemene
Lafleška byla vyšlechtěna ve Francii v okolí Le Mans.